# Mohanpur (Uttar Pradesh)
Mohanpur es un pueblo y nagar Panchayat situado en el  distrito de Etah en el estado de Uttar Pradesh (India). Su población es de 5299 habitantes (2001). 

## Demografía
Según el  censo de 2001 la población de Mohanpur era de 5299 habitantes, de los cuales el 54% eran hombres y 46% eran mujeres. Mohanpur tiene una tasa media de alfabetización del 48%, inferior a la media nacional del 59,5%: la alfabetización masculina es del 57%, y la alfabetización femenina del 37%.